# Эскадренные миноносцы типа «Арли Бёрк»
Эскадренные миноносцы типа «А́рли Бёрк» (англ. the Arleigh Burke class destroyers) — тип эскадренных миноносцев УРО (с управляемым ракетным оружием) четвёртого поколения. Эсминцы строятся по заказу ВМС США с 1988 года, строительство кораблей этого типа продолжается.
Название типу было дано по головному кораблю, эсминцу УРО «Арли Бёрк», названному в честь американского адмирала Второй мировой войны Арли Альберта Берка. Первый эскадренный миноносец типа «Арли Бёрк» был введён в состав Атлантического флота США 4 июля 1991 года. После списания 21 сентября 2005 года последнего эсминца типа «Спрюэнс» USS Cushing в ВМС США остался единственный тип эскадренных миноносцев УРО — эскадренные миноносцы «Арли Бёрк».
На май 2010 года эсминец «Арли Бёрк» является самым крупносерийным типом надводного боевого корабля с полным водоизмещением более 5000 тонн за всю послевоенную историю флота. Учитывая достаточно низкие темпы строительства эсминцев в других государствах, в ближайшие годы ни одно государство мира не сможет побить этот своеобразный рекорд.
Помимо флота США, четыре корабля типа «Арли Берк», правда с несколько изменённой конструкцией и построенные по гражданским стандартам (эскадренные миноносцы типа «Конго»), стоят на вооружении морских сил самообороны Японии. На 2000 год планировалось ввести в состав ВМС Японии к 2010 году ещё три корабля, модернизированных до уровня серии IIA, но в настоящее время от строительства этих кораблей отказались в пользу эскадренных миноносцев типа «Атаго».

## Назначение
К числу основных боевых задач, поставленных перед эскадренными миноносцами УРО типа «Арли Берк», относятся:
1. Защита собственных авианосных и корабельных ударных групп от массированных ракетных атак противника, который использует противокорабельные ракеты, запускаемые как с надводных кораблей, так и с атомных подводных лодок с ракетными комплексами.
2. Противовоздушная оборона собственных сил (флотских соединений, конвоев или отдельных кораблей) от авиации противника.

Второстепенными задачами кораблей этого типа являются:
1. Борьба с ПЛ и надводными кораблями противника;
2. Обеспечение морской блокады тех или иных районов;
3. Артиллерийская поддержка десантных операций;
4. Слежение за кораблями противника;
5. Участие в поисково-спасательных операциях[8].

Благодаря боевым возможностям системы «Иджис», эскадренные миноносцы типа «Арли Берк» способны вести скоротечный трёхмерный бой (с одновременным обеспечением противовоздушной, противокорабельной и противолодочной обороны) в условиях высокой степени угрозы со стороны противника.
По сравнению с крейсерами «Тикондерога», эсминцы типа «Арли Берк» имеют меньшие габаритные размеры, лучшие параметры остойчивости и боевую живучесть, а также оснащены преимущественно более поздними и более совершенными модификациями систем радиоэлектронного, зенитно-ракетного и артиллерийского вооружения. При проектировании, а затем и строительстве эскадренных миноносцев типа «Арли Бёрк», конструкторы проекта попытались реализовать выдвинутое флотом обоснование этого типа: создать корабль, имеющий 3/4 возможностей ракетных крейсеров типа «Тикондерога» за 2/3 цены последних.

## История строительства кораблей серии

### История разработки
Разработка эсминцев УРО нового типа, способных дополнить 31 эсминец типа «Спрюэнс» и заменить эсминцы предшествующих типов, началась в конце 1970-х годов и, в итоге, привела к созданию облика кораблей данного типа и появлению программы по их строительству. Принципиально новый тип эсминцев УРО должен был стать средством для достижения превосходства ВМС США над Военно-морским флотом Советского Союза. Первоначально разработка нового проекта эскадренного миноносца была предложена в 1980 году конструкторам семи судостроительных предприятий. Их число уже в 1983 году сократилось до трёх компаний: Todd Shipyards, Bath Iron Works, и Ingalls Shipbuilding.
В итоге 5 апреля 1985 года контракта на постройку первого корабля серии Ι добилась судостроительная верфь Bath Iron Works. Контракт был заключён на сумму в $ 321,9 млн, а общая стоимость эсминца-первенца вместе с вооружением составила $ 1,1 млрд (в ценах 1983 года). Верфь Bath Iron Works получила также контракт на постройку 3-го и 4-го эсминца в серии, а позднее добивалась всё новых и новых контрактов. Второй эсминец первой серии был заказан второй компании, Ingalls Shipbuilding (компания Todd Shipyards не смогла добиться получения контракта).

### Серийное строительство
После заказа на постройку первых трёх эсминцев (DDG-51 — 53) 13 декабря 1988 года последовал заказ на строительство ещё пяти эсминцев серии. За этим заказом 22 февраля 1990 года последовал новый на строительство дополнительных пяти эсминцев, далее судоверфями был получен заказ (от 16 января 1991 года) на ещё четыре эсминца. Последний заказ на пяти эсминцев первой серии корабля был получен верфями Bath Iron Works и Ingalls Shipbuilding 8 апреля 1992 года, причём последний из пяти заказанных в 1992 году эсминцев, «Мэхэн», достраивался уже как корабль серии Flight II.
Заказы на корабли II серии были распределены следующим образом: 19 — 21 января 1993 — четыре эсминца (DDG-73 — DDG-76), 20 июля 1994 — три (DDG-77 — DDG-79), причём последний из этих трёх эсминцев, «Оскар Остин», строился по проекту Flight IIA.
Заказы на строительство кораблей серии IIA были осуществлены в следующие сроки: 6 января 1995 — три ед. (DDG-80 — DDG-82), 20 июня 1996 — две ед. (DDG-83 — DDG-84), 13 декабря 1996 — четыре ед. (DDG-85 — DDG-88), 6 марта 1998 — тринадцать ед. (DDG-89 — DDG-101), 13 сентября 2002 — одиннадцать ед. (DDG-102 — DDG-112), 15 июня 2011 — одна ед. (DDG-113), 27 сентября 2011 — две ед. (DDG-114 — DDG-115), объявлен опцион на DDG-116.
На начало июня 2011 года запланирована постройка 75 эскадренных миноносцев данного типа, из которых 61 корабль уже построен и по 2-3 новых корабля вводится в строй ежегодно. Последний, 61-й эсминец серии, «Спрюэнс», был принят в состав ВМС США 1 октября 2011 года. После отказа в июле 2008 года от крупносерийного строительства эсминцев типа DDG-1000, появились планы постройки ещё 8—11 кораблей типа «Арли Берк» кроме уже заказанных 62 и увеличения общего числа построенных эсминцев серии до 70—73 единиц. Строительство новых эсминцев типа «Арли Берк», следующих за USS Michael Murphy (DDG-112), позволяет судостроительным верфям США не прерывать производство эскадренных миноносцев до начала серийного производства на этих предприятиях крейсеров новых типов CG(X) и CGN(X), которое ожидается не ранее 2015 года (если не считать малосерийное строительство эсминцев DDG-1000). В декабре 2009 года ВМС США заключили контракт стоимостью $ 117 млн на приобретение материалов для эсминца DDG-113, а в апреле 2010 года контракт стоимостью $ 114 млн на приобретение материалов для эсминца DDG-114
В июне 2011 года стало известно, что руководством ВМС США было принято решение об увеличении заказа на эсминцы типа «Арли Берк» и продолжении их строительства как минимум до 2031 года. В рамках программ 2012 и 2013 годов планируется разработать новую улучшенную модификацию эскадренного миноносца — Серию III, по которой, начиная с 2016 года (с корабля DDG-122), должно быть заложено 24 новых корабля этого типа. Планируется, что корабли от DDG-113 до DDG-121 будут постепенно «насыщатся» технологиями Серии III.

### Стоимость строительства
Стоимость постройки головного эсминца в ценах 1983 года составляла $ 1,1 млрд. На 2004 год усреднённая стоимость постройки одного корабля серии IIA равнялась $ 1,1 — 1,25 млрд, а ежегодная стоимость обслуживания одного корабля (при одном ремонте раз в два года)= $ 20 млн. К 2009 году, в связи с инфляцией, стоимость одного эсминца третьей подсерии (Flight IIa) возросла до $ 1,4 млрд (равноценных по паритету покупательной способности 26,32 млрд рублей), а ежегодная стоимость обслуживания до $ 25 млн.
Основная доля средств от общей стоимости постройки и вооружения эскадренных миноносцев типа «Арли Берк» идёт непосредственно на приобретение и монтаж на эсминцах систем вооружения. Так, 6 корпусов эсминцев, заказанных Bath Iron Works к закладке в 2002—2005 годах обошлись в $ 3 170 973 112, стоимость 4 корпусов, заказанных Ingalls Shipbuilding в эти же сроки = $ 1 968 269 674, из чего легко можно вычесть среднюю цену корпуса одного эсминца, равную ≈ $ 500 млн, то есть чуть более трети от общей стоимости корабля. Таким образом, почти две трети расходов на ввод корабля в строй составляет его вооружение. Самым дорогостоящим элементом вооружения эсминцев «Арли Берк» является боевая система «Иджис» — её стоимость равна приблизительно $ 300 млн.
Следующий после USS Michael Murphy (DDG-112) эсминец типа «Арли Берк» (строительство предполагается начать в 2009 году) обойдется бюджету Военно-морских сил США в $ 2,2 млрд. Предполагается, что средняя стоимость остальных эсминцев будущей серии, строительство которой пока только планируется, не превысит $ 1,7 млрд.
Рост расходов обусловлен, помимо инфляции, также установкой на строящиеся корабли новых систем вооружения.
- Строительство эсминца «Фаррагут» (DDG-99).
- Спуск на воду эсминца «Джон Маккейн» (DDG-56).

## Конструкция

### Корпус и надстройка

#### Серия I
Эскадренные миноносцы типа «Арли Берк» — типичные однокорпусные корабли с коэффициентом удлинения корпуса (по ватерлинии) = 7,1 длиннополубачной конструкции.
Корпуса кораблей серии впервые за многие годы в американской судостроительной практике стали изготавливаться практически целиком из высокопрочной стали, с применением лишь отдельных узлов и секций из алюминия, в частности, труб газотурбинных установок и грот-мачты. К возврату к использованию стали в строительстве кораблей американских конструкторов подтолкнул опыт Фолклендской войны, выявившей слабую защищённость британских кораблей с алюминиевыми корпусами, а также ряд пожаров на собственных кораблях (в частности, пожар на ракетном крейсере «Белкнап», возникший 22 ноября 1975 года при столкновении крейсера с авианосцем «Джон Ф. Кеннеди» полностью уничтожил надстройку крейсера и унёс жизни 7 человек).
Разработанный для эсминцев данного проекта новый корпус имеет полные обводы в носовой части и малый развал надводных ветвей носовых шпангоутов, чем заметно отличается от своего предшественника — проекта эсминцев типа «Спрюэнс». Как считают разработчики проекта эсминцев «Арли Берк», несмотря на некоторый рост сопротивления воды, эта форма корпуса имеет лучшие мореходные качества. Положительные качества эсминцев «Арли Берк» заключаются в большей плавности и малости размахов качки, умеренности заливания и забрызгивания, малых углах крена корабля на циркуляции. Корпус эсминца выполнен низкосидящим.
Корпуса кораблей разделены с учётом рациональности водонепроницаемыми переборками, доходящими до верхней палубы, на 13 отсеков и имеют двойное дно на всём своём протяжении. Через весь корабль проходят две непрерывные палубы, не считая верхней. В нижних палубах имеется сквозной проход, позволяющий экипажу занимать боевые посты, не выходя для этого на верхнюю палубу. Развал бортов имеет значение более 8° на значительной протяжённости длины корпуса. Высота твиндеков для ВМС США стандартная — 2,9 м.
Корабли строятся по модульному принципу, то есть корпус корабля при строительстве формируется из предварительно собранных модулей (блоков). Это облегчает и ускоряет процесс строительства. Полный процесс строительства корабля (от закладки до спуска на воду) занимает от 10 до 17 месяцев, причём большинство кораблей было построено за период менее, чем 15 месяцев. Определённое отставание от графиков строительства наблюдалось после урагана «Катрина», затормозившего срок сдачи нескольких эсминцев верфью компании Bath Iron Works в Паскагуле.
Эсминцы УРО типа «Арли Берк» стали первыми после фрегатов типа «Лафайет» кораблями, при строительстве которых используется технология Стелс. Эскадренные миноносцы типа «Арли Берк» — первые корабли в ВМС США, у которых в результате создания архитектуры надстроек, выполненных по технологии Стелс (с острыми рёбрами, для бо́льшего рассеяния радиоволн) и применения поглощающих энергию радиоизлучения покрытий существенно снижена эффективная площадь рассеяния. В целях уменьшения теплового поля дымовые трубы эсминцев оснащены специальными смесительными камерами, в которых выхлопные газы смешиваются с холодным воздухом. Уменьшение теплового поля кораблей достигнуто способом изоляции горячих участков благодаря использованию системы воздушного охлаждения отработавших газов.

#### Серия IΙ
Метацентрическая высота кораблей 2-й серии повышена за счёт снижения веса надстройки. На трёх четвертях длины корпуса эсминцев 2-й серии была увеличена толщина металлической обшивки, была улучшена эффективность расходования топлива за счёт внесения изменений в конструкцию носовой части судна. Конструкция гребных винтов также была улучшена для снижения уровня кавитационного шума. Кроме того, были расширены жилые помещения эсминцев серии для размещения личного состава авиагруппы, а также женщин-военнослужащих. С целью увеличения боевой живучести в корпусе корабля были дополнительно установлены пять бронированных переборок.

#### Серия IΙA
По сравнению с эсминцами «Арли Берк» первой серии корпус удлинен на 1,37 м — до 155,29 м. Ширина корпуса осталась прежней. Для строительства эсминцев серии IΙA применяется ранее не использовавшаяся технология, при которой насыщение секций происходит до их интеграции в основные модули корпуса. Начиная с USS Shoup (DDG-86) для уменьшения уровней вторичного радиолокационного поля вертолётные ангары изготавливаются из композитных материалов.
Все эсминцы серии IIA оборудованы средствами спутниковой связи, позволяющей членам корабельной команды звонить в любое время домой либо пользоваться Интернетом. На всех эсминцах, начиная с USS McCampbell (DDG-85), имеется специальная прачечная самообслуживания. Помимо этого в конструкцию и оборудование эсминцев типа «Арли Берк» серии IIA внесён ряд других, более мелких, изменений.
- Носовая надстройка эсминцев «Арли Берк».
- Ходовая рубка эсминца USS Curtis Wilbur (DDG-54)

#### Серия IΙΙ
Особенностью эсминцев УРО третьей серии является конструктивная модификация позволяющая использовать фазированную антенную решётку SPY-6 в БИУС Aegis Baseline 10. Конструктивные особенности коснулись обновления программного обеспечения в БИУС, установки более мощных генераторов электроэнергии и систем охлаждения обеспечивающих работу новой ФАР SPY-6 с более крупными чем у её предшественников приёмно-излучающими элементами.
Церемония крещения первого эсминца УРО DDG-125 "Jack H. Lucas" состоялась 26 марта 2022 года на судоверфи компании "Ingalls Shipbuilding".

### Энергетическая установка
Новым явлением для американского судостроения стала установленная на эсминцах «Арли Берк» двухвальная главная энергетическая установка, состоящая из 4 газотурбинных двигателей General Electric LM2500 с теплоутилизационным контуром, дающим дополнительную 25-процентную экономию топлива. Главная энергетическая установка корабля монтируется на звукоизолирующих фундаментах и амортизирующих опорах. ГЭУ (газовая турбина, компрессор, трубопроводы) и звукоизолирующий кожух выполнены в виде единого блока (модуля). Двигательная установка корабля позволяет ему развивать полную скорость хода не менее 30 узлов при любом волнении моря. Головной эсминец серии I USS Arleigh Burke (DDG-51) на ходовых испытаниях при полном водоизмещении корпуса развил 30-узловую скорость при 35-футовой (10,67 м) волне и суммарной мощности на валу в 75 000 л. с.
На кораблях всех серий имеются 3 резервных газотурбинных двигателя «Allison 2500» (мощность каждого — 2,5 МВт), на которых корабли способны передвигаться при выходе ГЭУ из строя. Движение эсминцев «Арли Берк» обеспечивают 2 пятилопастных винта регулируемого шага марки KaMeWa.
Максимальная дальность плавания эскадренных миноносцев типа «Арли Берк» серии I на оперативно-экономическом ходу (20 узлов) достигает 4400 морских миль (8148,8 км), на кораблях II и IIA серий за счёт повышения топливной эффективности корабля, достигнутого благодаря усовершенствованию конструкций носовой части корпуса и размещению дополнительных топливных цистерн, дальность плавания корабля была повышена до 4890 миль (9056 км). Дальность плавания эскадренных миноносцев на экономической скорости (18 узлов) по некоторым данным достигает 6000 морских миль (11 112 км). Дальность плавания эсминцев «Арли Берк» оценивается как сравнительно небольшая, тем более, что для предыдущего типа эсминцев ВМС США — эскадренных миноносцев типа «Спрюэнс» она составляла 6000 миль на 20 узлах и 3300 миль 30-узловым ходом.

### Экипаж
Экипаж кораблей I и II серии состоит из 22-26 офицеров и приблизительно 300—330 моряков в звании уорент-офицер и ниже. На кораблях серии IIΑ экипаж был увеличен до 380 человек (общая численность офицеров увеличилась до 32) за счёт появления на кораблях специальной группы технического обслуживания 2 вертолётов, состоящей из 18 человек, в том числе 4 офицеров. Условия размещения экипажа на эсминцах «Арли Берк» достаточно комфортабельные, офицеры размещаются в отдельных каютах, матросский состав — в кубриках. На 1 члена экипажа корабля приходится 4 м² жилых помещений.

## Боевая живучесть
При проектировании эсминцев типа «Арли Берк» особое внимание конструкторами и разработчиками проекта уделялось вопросам надлежащего обеспечения конструктивной защиты и живучести эсминцев данного типа. Для этого были минимизированы размеры полностью стальной надстройки, наружные поверхности надстройки получили наклон к основной плоскости с поверхностями, облицованными снижающими ЭПР радиопоглощающими покрытиями.
Жизненно важные боевые посты расположены ниже главной палубы; антенные посты РЭВ распределили по кораблю с целью уменьшения вероятности поражения. Посты управления противолодочными сенсорами и управления стрельбой ракет «Томагавк» помещены отдельно от БИЦ. Помещения ГЭУ, РЭВ и постов управления имеют кевларовую противоосколочную защиту. Всего для защиты основных боевых постов и агрегатов каждого эсминца типа «Арли Берк» при строительстве расходуется более 130 тонн кевлара (в том числе 70 тонн этого прочного, но дорогостоящего материала, идёт на защиту боевых постов).
Целям защиты механизмов и оборудования ниже конструктивной ватерлинии также служит местное противоосколочное бронирование из высокопрочных алюминиево-магниевых сплавов до 25,4 мм толщиной. Плитами из этих сплавов защищены основные волноводы, кабели и наиболее важные боевые посты (верхние ярусы надстроек, помещения БИП, погреба боезапаса). Корпус и надстройка эсминцев типа «Арли Берк», в том числе и антенны РЛС AN/SPY-1), рассчитаны на избыточное давление при взрыве 0,5 кг/см², что в 2 с лишним раза превышает принятое ранее в военном судостроении США стандартное значение, равное 0,21 кг/см².
Для снижения гидроакустической заметности эсминцы типа «Арли Берк» оборудованы системами, в функции которых входит подача воздуха к подводной части корабля (система Masker) и к кромкам лопастей гребных винтов (система PRAIRIE). В результате работы последней системы образуется облако воздушных пузырьков, искажающее и сглаживающее акустический сигнал корабля. Корабль, применяющий систему PRAIRIE, можно опознать по более бледному и более пенистому чем обычно кильватерному следу. При использовании системы Masker след начинается не под кормой, а примерно с половины длины корпуса.
Корабли проекта получили усовершенствованную систему защиты от оружия массового поражения (сокр. ОМП). В корпусе и надстройках отсутствуют иллюминаторы, система корабельной вентиляции оборудована автоматическими клапанами и специальными фильтрами. Все двери по внешнему контуру корабля для целей воздухоизоляции оборудованы воздушными тамбурами. Во внутрикорабельных помещениях искусственно создается избыточное давление для предотвращения попадания в них зараженного воздуха. На эскадренных миноносцах типа «Арли Берк» имеются также система водной защиты и посты дезактивации.
Многими специалистами эскадренные миноносцы типа «Арли Берк» относятся к наиболее защищённым эсминцам современных флотов мира. Однако опыт боевой эксплуатации кораблей заставляет более взвешенно относиться к подобным утверждениям и позволяет выявить ряд существенных недостатков у кораблей этого проекта. Так, 12 октября 2000 года взрыв мощностью только лишь 200—230 кг в тротиловом эквиваленте на эскадренном миноносце «Коул», пробив двухуровневую броневую защиту центральной части корпуса (поблизости от мидельшпангоута), полностью вывел из строя газотурбинные двигатели корабля, лишив его хода и управления. В ходе взрыва оказались затопленными кубрики, а одна шестая часть экипажа (56 человек) была выведена из строя (в том числе 17 убиты). Тем не менее, несмотря на полученные повреждения, корабль остался на плаву, при этом возникший после взрыва крен не превышал значения в 4°.
Инцидент с эсминцем «Коул» ещё раз показал, что несмотря на уроки Фолклендской и Ирано-иракской войн, не только эскадренные миноносцы типа «Арли Берк», но и абсолютно все современные эскадренные миноносцы УРО имеют слабую конструктивную защиту (либо вовсе её не имеют). Защита отдельных элементов корпуса, двигателей и вооружения с помощью кевлара, как показал опыт «Коула», обеспечивает только противоосколочную или, в лучшем случае, противоснарядную защиту от действия артиллерийских снарядов лёгкого и среднего калибра. От разрушительного действия мощных взрывных устройств и противокорабельных ракет конструктивная защита всех современных типов эсминцев защитить не может.
В значительной мере слабая конструктивная защита эскадренных миноносцев типа «Арли Берк» компенсируется мощной противовоздушной и противолодочной защитой, обеспечиваемыми возможностями многофункциональной БИУС «Иджис», а также внедрением на эсминцы типа средств снижения тепловой и акустической заметности. Поражение эскадренных миноносцев типа «Арли Берк» одиночной дозвуковой противокорабельной ракетой или торпедой практически невероятно, учитывая боевые возможности системы «Иджис» в целом.
В целях повышения боевой живучести эскадренных миноносцев типа «Арли Берк» планируется оборудование их, начиная с USS Oscar Austin (DDG-79), системами противоминной защиты. Во многом решение об установке на корабли этой серии систем противоминной защиты было обусловлено инцидентом с эскадренным миноносцем USS Forrest Sherman (DDG-98), когда 8 августа 2007 года во время визита последнего в Севастополь в 300 м от эсминца самопроизвольно всплыла немецкая 480-килограммовая гальваноударная якорная корабельная мина времён Великой Отечественной войны с мощностью взрывного устройства, равной 50 кг в тротиловом эквиваленте. Мина была благополучно обезврежена совместными действиями водолазов Черноморского флота России и ВМС Украины. В результате действий по обезвреживанию мины американский эсминец не пострадал.
В состав оборудования эсминцев типа «Арли Берк» входят две 24-футовые (7,32 м) полужёсткие надувные поисково-спасательные лодки RHIB или RIB (сокр. от англ. rigid hull inflatable boat), хранящиеся на шлюп-балках с правого борта. Для спуска и подъёма катеров RHIB используется подъёмный кран коммерческого образца. В состав оборудования эсминцев «Арли Берк» включены также 15 спасательных плотов, каждый из которых рассчитан на 25 человек.

## Вооружение

### Система «Иджис»
Адмирал Горшков, имейте в виду: «Иджис» — в море.
Оригинальный текст (англ.)Stand by admiral Gorshkov: “Aegis” — at sea!
— Надпись на транспаранте, размещённом на борту головного крейсера типа «Тикондерога» в 1983 году.
Иджис (англ. Aegis combat system) — многофункциональная боевая информационно-управляющая система (БИУС), представляющая собой организационно-техническое объединение корабельных средств освещения обстановки, поражения и управления на основе широкого внедрения автоматизированных систем боевого управления (АСБУ). Кроме того, система способна принимать и обрабатывать информацию от датчиков других кораблей/летательных аппаратов соединения и выдавать целеуказания на их пусковые. Таким образом, система может поддерживать командира ПВО соединения, хотя и не может полностью автоматизировать все функции ПВО. В типичном случае, однако, эту роль играют не эсминцы, а крейсера УРО.

#### Составные элементы системы «Иджис»
Основные компоненты (подсистемы) многофункциональной системы оружия «Иджис»:
1. вертолёт подсистемы LAMPS;
2. аппаратура вертолётной подсистемы LAMPS Mark З;
3. РЛС обнаружения воздушных (AN/SPS-49) и надводных (AN/SPS-55) целей;
4. станция опознавания свой—чужой AN/UPX-29;
5. подсистема РЭБ AN/SLQ-32;
6. навигационная аппаратура;
7. БИУС ПЛО AN/SQQ-89 с внутрикорпусной ГАС AN/SQS-53 и буксируемой ГАС AN/SQR-19;
8. оконечная аппаратура цифровой линии радиосвязи (LINK-11);
9. автоматизированная командно-управляющая подсистема (Mark 1);
10. автоматизированная подсистема координированного управления корабельными комплексами оружия (Mark 1);
11. блок управления РЛС с ФАР (AN/SPY-1);
12. антенная и приёмопередающая часть многофункциональной РЛС (AN/SPY-1);
13. автоматизированная подсистема проверки на функционирование, поиска и локализации неисправностей (Mark 545);
14. подсистема отображения информации;
15. аппаратура радиосвязи;
16. оконечные устройства цифровой линии радиосвязи (LINK-4A);
17. пусковая установка подсистемы постановки пассивных помех (Mark 36 SRBOC);
18. автоматизированная подсистема управления артиллерийским огнём (Mark 86);
19. автоматизированная подсистема управления стрельбой ЗРК «Иджис» (Mark 99);
20. пусковые установки для корабельных КР, ЗУР и ПЛУР (УВП Mark 41);
21. автоматизированная подсистема управления стрельбой КР «Томагавк»;
22. автоматизированная подсистема управления стрельбой ПКР «Гарпун»;
23. зенитный артиллерийский комплекс «Вулкан-Фаланкс» (Mark 15);
24. автоматизированная подсистема управления стрельбой противолодочным оружием (Mark 116)[23].

Основные компоненты (подсистемы) многофункциональной системы оружия «Иджис» тесно взаимосвязаны. Средства управления и контроля системы являются общими, то есть используются в интересах каждого элемента и всей системы в целом. К этим средствам относятся ОМВК и подсистема отображения.
В состав системы «Иджис» входит и подсистема отображения, в состав которой может входить до 22 многофункциональных пультов (МФП) с дисплеями тактической обстановки, включая четыре командирских (на последних отображается обобщённая обстановка). Аппаратура отображения размещена в боевом информационном центре (БИЦ) корабля. Функционально аппаратура отображения подразделяется на следующие контуры: обработки тактической информации, оценки этой информации и принятия решения, ПВО, противолодочной борьбы, борьбы с надводными кораблями и нанесения ударов по берегу.

#### РЛС AN/SPY-1
Важную роль в комплексировании боевых и технических средств в системе «Иджис» играют многофункциональная РЛС AN/SPY-1 (модификации A, В или D) и универсальная установка вертикального пуска (УВП) Mark 41. Радиолокационная станция AN/SPY-1 с четырьмя плоскими фазированными антенными решётками (ФАР) выполняет функции нескольких обычных РЛС с антеннами механического вращения. РЛС работает в 10-см частотном диапазоне и способна сопровождать одновременно в верхней полусфере до 250—300 воздушных целей и одновременно осуществлять наведение по 18 из них.
Помимо поиска, обнаружения, опознавания и сопровождения целей (не только воздушных, но и надводных) в интересах всех пользователей системы РЛС выдаёт высокоточные и быстро обновляемые целеуказания на все подсистемы корабельного оружия, а также данные в БИЦ об общей тактической обстановке в радиусе свыше 200 миль от корабля. На основе данных, получаемых от РЛС, реализуется значительная часть функций управления ракетной стрельбой, включая оценку степени угрозы воздушных целей, а также получение необходимых данных для их перехвата после входа в зону поражения зенитно-ракетного комплекса. Четыре ФАР радиолокационной станции размещаются на надстройке и слегка наклонены к основанию. Последняя конструктивная особенность ФАР позволяет вести круговой обзор пространства при любых углах возвышения
.
В целом, благодаря возможностям системы «Иджис» эсминцы типа «Арли Берк» имеют достаточно мощную систему ПВО, сопоставимую с ПВО ракетных крейсеров типа «Атлант» и ударное вооружение, не имевшее аналогов в мире по номенклатуре боезапаса и возможностям боевого использования до середины 1990-х годов.

#### Установка вертикального пуска Mark 41
На кораблях подсерий I и II носовая УВП состоит из 32 ячеек, каждая из которых может нести 1 крылатую BGM-109 Tomahawk («Томагавк»), зенитную RIM-66 SM-2 или противолодочную ракету RUM-139 VL-Asroc, или блок из 4 ЗУР «Си Спарроу» вертикального пуска. Кормовая УВП кораблей I и II подсерий состоит из 64 ячеек, и также способна нести ракеты (по одной в ячейке) в любой комбинации, в зависимости от поставленных целей — обеспечения противолодочной безопасности, ПВО, или выполнения ударов по наземным, в том числе защищённым, целям крылатыми ракетами «Томагавк» с радиусом действия до 1600 км. На эсминцах первых двух серий, по 3 ячейки каждой ПУ используются под кран для перезарядки установок, уменьшая общее число доступных под ракеты ячеек на 6 единиц. На эсминцах серии IIA все 96 используются под ракеты.
Пусковые ячейки УВП Мark 41 объединены в блоки или модули по 8 ПУ (4 модуля в носовой части корабля, 8 в кормовой). Вес каждого блока — 13 302 кг. Каждый модуль представляет собой несущую конструкцию в виде образованных направляющими восьми ячеек, в которых размещаются ТПК (транспортно-пусковые контейнеры) с ракетами. Ячейки расположены в два ряда и разделены специальным каналом для отвода газовой струи ракетных двигателей при пуске. Сверху модуль защищён бронированной плитой, в которой вырезаны люки для загрузки ТПК, закрываемые бронированными крышками, и прорезь для отвода газовой струи. ТПК для ракет различного назначения отличаются друг от друга длиной. Для крылатых ракет «Томагавк» (контейнер Мark 14 мод. О и 1) и для ЗУР Стандарт-2 (контейнер Мark 13 мод. О) длина ТПК составляет 6,7 м, для контейнеров предназначенных для запуска ПЛУР ASROC (контейнеры Мark 15) — 5,8 м. Темп стрельбы комплекса — 1 запуск в секунду. Число ракет одновременно готовых к запуску — 16.
Особенность УВП Мark 41 заключается в том, что крановое оборудование кораблей не позволяет загружать ракеты типа КР «Томагавк» и перспективные тактические баллистические ракеты NTACMS (корабельного варианта мобильной тактической БР MGM-140 ATACMS) с борта судов снабжения, по этой причине комплектация УВП Мark 41 ракетами этих типов может осуществляться только в пунктах базирования кораблей ВМС США.
В зависимости от поставленных задач, соотношение отдельных видов боекомплекта установки вертикального пуска Mark 41 может изменяться. Так, если перед кораблём ставится задача обеспечения ПВО — увеличивается боекомплект ЗУР и, соответственно, уменьшается боекомплект КР и ПЛУР; если кораблю требуется повысить ударную способность — уменьшается боекомплект ЗУР и ПЛУР и увеличивается боекомплект крылатых ракет Томагавк соответственно и т. п.

### Номенклатура вооружения эсминцев «Арли Берк»
Вооружение эсминцев «Арли Берк» разных подсерий достаточно серьёзно отличается.
Главным оружием всех 53 действующих кораблей этого типа являются 2 установки вертикального пуска (УВП) Mark 41 VLS. Стандартный комплект вооружения УВП эсминцев первых двух подсерий состоит из 74 зенитных ракет RIM-66 SM-2, 8 крылатых ракет BGM-109 Tomahawk и 8 противолодочных ракет RUM-139 VL-Asroc в многоцелевом варианте или из 56 крылатых ракет BGM-109 Tomahawk и 34 ракет RIM-66 SM-2 и RUM-139 VL-Asroc в ударном варианте.
На эсминцах серии IIA общее число несомых кораблём ракет увеличилось с 90 до 96. Стандартный комплект вооружения УВП эсминцев третьей серии состоит из 74 ракет RIM-66 SM-2, 24 ракет RIM-7 Sea Sparrow (по четыре в ячейке), 8 крылатых ракет BGM-109 Tomahawk и 8 противолодочных управляемых ракет RUM-139 VL-Asroc.

#### Радиоэлектронное вооружение
Радиоэлектронное вооружение эсминцев DDG-51—DDG-90 включает РЛС AN/SPY-1D (заменяемую на AN/SPY-1E начиная с USS Pinckney (DDG-91)) с четырьмя фазированными антенными решётками, систему управления ракетной стрельбой Mark 99 с тремя РЛС AN/SPG-62 подсветки цели, систему управления артиллерийской стрельбой «Сифайр» с лазерным дальномером. Корабль оснащён комплексом гидроакустического противодействия AN/SLQ-25 Nixie («Никси»), подкильной ГАС с антенной системой в носовом обтекателе AN/SQS-53 и буксируемой ГАС SQR-19 (на кораблях серии IIA не устанавливалась), а также многоканальной системой внутрикорабельной связи, средствами РЭБ AN/SLQ-32(V)3 или AN/SLQ-32(V)5 и постановки пассивных помех. Устройства постановки пассивных помех представляют собой 4 пусковые установки Mark 36 SRBOC, каждая из которых оснащается 6 127-мм противорадиолокационными отражателями и инфракрасными ловушками.
На кораблях с DDG-91 по DDG-96 предусмотрено размещение противоминной поисковой системы WLD-1(V)1, для чего у них изменены кормовая надстройка и размещение надувных лодок. На последующих кораблях систему решено было не ставить.
- Дисплеи тактической боевой обстановки (БИЦ эсминца  «Джон С. Маккейн»)
- Пост управления ГАС SQQ-89(V)6 на эсминце «Пол Гамильтон»
- Пост управления ГАС на эсминце «Момзен»

#### Артиллерия
Основным артиллерийским вооружением кораблей типа «Арли Берк» является облегчённая 127-мм артиллерийская установка Mark 45. В варианте mod. 2 она установлена на первых 30 эсминцах типа (DDG-51—DDG-80), в варианте mod. 4 — на всех остальных эсминцах, начиная с USS Winston S. Churchill (DDG-81). Стандартный боезапас артиллерийской установки Mark 45 Mod. 2 — 680 выстрелов Mark 68, Mark 80, Mark 91, Mark 116, Mark 127 или Mark 156. Установка имеет раздельно-гильзовое заряжание. Дальность по горизонту — 23 км, максимальная скорострельность — 20 выстрелов в минуту Масса артустановки всего лишь 24,6 т.
Масса и скорострельность артиллерийской установки Mark 45 Mod. 4 остались теми же, что и у предыдущих модификаций. Дальность стрельбы осколочно-фугасными снарядами повышена с 23 до 37 км, в состав боекомплекта введены активно-реактивные боеприпасы ERGM и BTERM с дальностью полёта до 116 км. Стандартный боезапас артиллерийской установки Mark 45 Mod. 4 увеличен благодаря внесению изменений в конструкцию артиллерийского погреба. Существуют следующие варианты комплектации боезапаса артиллерийской установки — 700 осколочно-фугасных выстрелов или 400 активно-реактивных выстрелов ERGM или (в смешанном варианте боекомплектации) 232 осколочно-фугасных выстрела + 232 выстрела ERGM или BTERM. На полную перезарядку артиллерийского магазина эсминцев «Арли Бёрк» уходит обычно 16 часов.
- 127-мм артустановка Mark 45.
- 127-мм снаряды к АУ Mark 45.
- Ведёт огонь 127-мм артустановка эсминца USS Benfold (DDG-65) на учениях у берегов Южной Калифорнии, 16 апреля 1997 года.

#### Противокорабельное и противолодочное вооружение
На кораблях первых двух серий в кормовой части установлены две счетвёренные установки ПКР «Гарпун». Главным противолодочным оружием кораблей типа «Арли Берк» являются вертолёты системы LAMPS-III. Бортовым оружием являются противолодочные управляемые ракеты (ПЛУР) RUM-139 VL-Asroc. Они способны поражать подводные лодки на удалении до 20 км от корабля-носителя ПЛУР.
В качестве вспомогательного противолодочного вооружения на эсминцах всех трёх серий имеются два строенных торпедных аппарата Mk. 32. Боезапас — 6 противолодочных торпед Mk. 46 или Mk. 50. Максимальная дальность стрельбы торпедами — 10 км. Возможность для их перезарядки не предусмотрена. На кораблях серии IIA от комплексов ПКР «Гарпун» отказались из-за требования удешевления корабля. Торпедные аппараты на кораблях серии IIA были сохранены.

#### Противовоздушная оборона
Основным компонентом противовоздушной обороны эсминцев является ЗРК «Иджис», одноимённый с многофункциональной БИУС. В состав ЗРК может входить, в зависимости от распределения боекомплекта, от 34 до 74 зенитных ракет Standard-2ER под ракеты RIM-67B (1981 год, максимальная дальность стрельбы — 128 км), RIM-67C(1981 год, максимальная дальность стрельбы — 185 км), RIM-156 (Standard-2ER Block IV, 1999 год, максимальная дальность стрельбы — 240 км), в настоящее время все новые эсминцы вооружаются зенитными управляемыми ракетами Standard-3 с увеличенной вдвое (до 500 км) дальностью пуска и фактически неограниченной рамками атмосферы Земли высотой пуска (до 250 км).
В обязательном порядке на корабли серий I и II устанавливались две скорострельные шестиствольные зенитно-артиллерийских установки калибра 20 мм «Вулкан-Фаланкс», предназначенные для дострела противокорабельных ракет на дистанции до 1,5 км, если те прорвутся сквозь достаточно мощную систему ПВО корабля. Один ЗАК располагается непосредственно перед настройкой и один — за ней. На кораблях серии IIA от зенитно-артиллерийских комплексов (ЗАК) «Вулкан-Фаланкс» отказались из-за требования удешевления стоимости эсминцев проекта, но на 6 первых кораблях серии IIA они всё-таки были установлены. Вместо ЗАК «Вулкан-Фаланкс» в состав вооружения эскадренных миноносцев серии IIA включён зенитно-ракетный комплекс самообороны RIM-7 Sea Sparrow (24 ракеты в 6 контейнерах системы VLS Mark 41).

#### Тактическое ударное вооружение
На вооружении каждого эсминца типа «Арли Берк» находится до 56 крылатых ракет BGM-109 Tomahawk Block 3 (с дальностью запуска до 1250—1609 км в тактическом (неядерном варианте) и 2500 км в стратегическом (ядерном). В 2004 году прошла успешное испытание (но на корабли не поступила) крылатая ракета «Тактический Томагавк» (модернизированный вариант «Томагавка», англ. Tactical Tomahawk Block 4).
- Установка пусковых модулей УВП Mark 41 на эсминце «Фаррагут»
- Пуск ракет крейсером УРО Vicksburg и эсминцами УРО Carney, The Sullivans и Roosevelt (слева направо)
- Пуск Томагавка на USS Stethem (DDG-63)

#### Авиация
На кораблях I—II серий из-за отсутствия на них вертолётного ангара может временно базироваться только 1 вертолёт SH-60 Sea Hawk. В магазине боеприпасов, расположенном рядом с вертолётной палубой, хранится вооружение для вертолёта (до 9 торпед Mark-46). Имеется и цистерна авиационного топлива. Но обслуживание или ремонт вертолётов не предусмотрены.
Авиационное вооружение эсминцев серии IIA было усилено благодаря появлению в кормовой части корабля вертолётного ангара, способного принять 2 вертолёта SH-60 Sea Hawk. Каждый эсминец серии IIA имеет магазин боеприпасов для вертолётов SH-60 Sea Hawk, в котором размещается до 40 324-мм противолодочных торпед Mark-46 или Mark-50, ракеты «воздух-земля» Penguin и Hellfire, 68-мм НУР LAU 68, боеприпасы для автоматических пушек и противопехотных гранатомётов, а также ПЗРК «Стингер».
- Посадка вертолёта на палубу эсминца УРО «Митчер»

#### Дополнительное вооружение
В качестве противодиверсантного, а также вспомогательного зенитного вооружения на эсминцах «Арли Берк» установлено 4 12,7-мм пулемёта M2HB. Как вариант возможна установка 25-мм автоматов «Бушмастер». Они имеют малый угол возвышения, и для зенитного огня непригодны.
- 25-мм автоматическая пушка «Бушмастер».
- 12,7-мм пулемёт.

## История службы
Один корабль типа «Арли Берк» эсминец УРО «Коул» 12 октября 2000 года в порту Адена, Йемен был повреждён самодельным взрывным устройством, заложенным на небольшом катере, управляемом смертниками. Корабль был доставлен в Паскагулу, США, на судоверфь Ingalls Shipbuilding, где прошёл восстановительный ремонт, обошедшийся в сумму около 250 миллионов долларов, и возвратился к службе 19 апреля 2002 года.
Корабли данного типа использовались при нанесении ударов по Югославии в 1999 году и Ираку в 1996 и 1998 годах. Наиболее значительной на 2008 год военной операцией, в которой были задействованы эсминцы типа «Арли Берк», стала операция «Свобода Ираку», проведённая Вооружёнными силами США в марте-апреле 2003 года. В войне против Ирака приняло участие 11 эсминцев типа «Арли Берк», в том числе 9 из них (DDG-51, 56, 60, 69, 75—79) участвовали в нанесении ракетных ударов по Ираку с первого дня операции.
В настоящее время эсминцы типа «Арли Берк» активно эксплуатируются в ходе дальних океанских походов и ежегодных учений ВМС США, а также в службе в Персидском заливе.
Определённый общественный резонанс в России произвёл визит эсминца типа «Арли Берк» «Макфол» 24 августа 2008 года (спустя лишь 11 дней после завершения войны в Грузии) в грузинский порт и ГВМБ грузинских ВМС Батуми. По заявлениям американских военных, эсминец доставил в Батуми 55 тонн груза, состоящего исключительно из гуманитарной помощи Грузии. Однако, российскими военными были высказаны сомнения по поводу того, только ли гуманитарный груз был доставлен на эсминце «Макфол» в Грузию.
Текущий срок действительной службы эсминцев типа «Арли Берк» (всех серий постройки) оценивается в 35 лет от момента ввода в действующий состав флота В 2008 году министром ВМС США были озвучены планы по продлению срока службы эсминцев типа «Арли Берк» до 40 лет. Однако, дополнительное финансирование планов по увеличению сроков службы кораблей данного типа так и не было включено в запрос бюджета министерства ВМС США на 2008/2009 финансовый год.
- Повреждённый эсминец «Коул» буксируется на внешний рейд Адена
- Эсминец «Коул» перевозится на транспорте MV Blue Marlin на судостроительную верфь в Паскагулу из Йемена в США, 31 октября 2000
- Эскадренные миноносцы типа «Арли Бёрк» USS Milius (DDG-69) (слева) и USS Higgins (DDG-76) в порту Сингапура, 2002 год.

## Планы по модернизации эсминцев типа «Арли Бёрк»
Все эсминцы типа «Арли Берк», начиная с USS Bainbridge (DDG-96), должны получить обновлённые 127-мм/62 АУ Мark 45 Mod. 4 с системой управления огнём «Mark 86 GCS», способные запускать управляемые активно-реактивные артиллерийские снаряды на дальность до 63 морских миль (116 километров). Таким образом предполагается, что с перевооружением на новые АУ Мark 45 Mod. 4 эсминцы приобретут способность атаковать загоризонтные наземные цели, находясь при этом за пределами досягаемости береговой артиллерии вероятного противника.
На 2006 год три эсминца типа «Арли Берк», USS Curtis Wilbur (DDG-54), USS Stethem (DDG-63) и USS Decatur (DDG-73), были оборудованы новыми ЗУР (зенитными управляемыми ракетами) SM-3 (вместо ракет SM-2ER). Ещё 15 эсминцев типа «Арли Берк» планируется модернизировать под применение ЗУР SM-3 к 2009 году. Примечательно также, что два эсминца типа «Арли Берк», USS Russell (DDG-59) и USS Decatur (DDG-73), сопровождали 20 февраля 2008 года ракетный крейсер USS Lake Erie (CG-70) во время боевого испытания последним ЗУР SM-3. Испытания прошли успешно, цель (неисправный разведывательный спутник US 193) была уничтожена. В дальнейшем планируется вооружить новыми ЗУР Standart-3 все эскадренные миноносцы серии IIA. В планах ВМС США оборудование эсминцев типа «Арли Берк» средствами активной защиты, в частности, новой системой активного противодействия Mark 53 «Нулка».
Кроме того, планируется оснастить 6 кораблей (DDG 91-96) перспективными системами минной защиты RMS (сокр. англ. Remote Minehunting System). Основным элементом системы RMS является необитаемый управляемый подводный аппарат, способный обнаруживать морские мины на глубинах от 6 до 50-60 м.
Стоимость ежегодного обслуживания 1 эсминца типа «Арли Берк» (на 2008 год) равна 25 млн $, из которых 13 млн $ идёт на оплату жалованья военнослужащих. С целью экономии средств флота предполагается на всех эсминцах, начиная с DDG-113, сократить численность экипажа с 300 до 200 человек. Сокращение численности экипажа может быть достигнуто благодаря повышению уровня автоматизации корабельных систем.
В июле 2010 года американское подразделение британской компании BAE Systems получило контракт ВМС США на ремонт и модернизацию 11 кораблей этого типа. Сумма сделки оценивается в $ 365 миллионов. Договор предполагает проведение модернизационных работ в течение одного года, предусмотрена возможность продления соглашения ещё на четыре года.

## Аналоги и конкуренты типа «Арли Берк» в классеэсминец УРО
Все современные типы эскадренных миноносцев с управляемым ракетным оружием, принятые на вооружение военно-морскими силами различных стран мира, можно разделить на две условных группы. К первой относятся аналоги эсминцев «Арли Берк», проектировавшиеся с «оглядкой» на внешний облик американских эсминцев, их конструкцию и вооружение. Всем эсминцам-«аналогам» присущи одни общие черты: схожий с эсминцами УРО типа «Арли Берк» конструктивный облик (характерный силуэт корпуса и надстройки), применение на кораблях БИУС «Иджис», технологии стелс и систем УВП, аналогичных системе VLS Mark 41. Ко второй группе относятся типы эскадренных миноносцев УРО, развитие которых шло более или менее независимо от развития эсминцев УРО с системой «Иджис».

### Аналоги
- Эскадренные миноносцы типа «Конго» — серия из четырёх кораблей Морских сил самообороны Японии, построенных в 1990-е годы.
- Эскадренные миноносцы типа «Атаго» — серия из двух эсминцев Морских сил самообороны Японии.
- Эскадренные миноносцы типа «Король Сёджон» — серия из шести эсминцев, строящаяся для ВМС Республики Корея.

Также к аналогам эсминцев типа «Арли Берк» относятся два следующих представителя класса фрегат УРО, оснащённых системой «Иджис»:
- Фрегаты типа «Альваро де Базан» — серия из пяти фрегатов УРО, строящаяся с 2002 года для ВМС Испании.
- Фрегаты типа «Фритьоф Нансен» — серия из пяти фрегатов УРО, строящихся с 2003 года по настоящее время для ВМС Норвегии.

### Конкуренты
- Эскадренные миноносцы типа 45 — серия из шести кораблей, строящихся для ВМС Великобритании с 2006 года.
- Эскадренные миноносцы типа «Горизонт» — серия из четырёх кораблей для ВМС Франции и Италии, строящаяся с 2005 года.
- Большие противолодочные корабли проекта 1155.1 — эскадренный миноносец (по классификации НАТО) ВМФ РФ, вступивший в строй в 1999 году.
- Эскадренные миноносцы типа 051С — серия из двух эсминцев ВМС КНР, построенных в 2004—2007 годах.
- Эскадренные миноносцы типа 052B — серия из двух эсминцев ВМС КНР, построенных в 2002—2004 годах
- Эскадренные миноносцы типа 052C — серия из шести эсминцев ВМС КНР, построенных в 2004—2015 годах.
- Эскадренные миноносцы типа 052D — серия из тринадцати эсминцев ВМС КНР, строящихся с 2012 года.
- Эскадренные миноносцы типа «Дели» — серия из трёх эсминцев ВМС Индии, построенных в 1987—2001 годах.
- Эскадренные миноносцы типа «Калькутта» — серия из трёх эсминцев ВМС Индии, построенных в 2003—2016 годах.
- Эскадренные миноносцы типа «Акидзуки» — серия из четырёх эсминцев ВМС Японии, построенных в 2009—2014 годах.

## Общая оценка проекта
Эскадренные миноносцы типа «Арли Берк» общепризнанно считаются одним из лучших типов эскадренных миноносцев с управляемым ракетным оружием. По отношению к эскадренным миноносцам типа «Арли Берк» звучат даже такие оценки, как «один из лучших кораблей конца XX века». Корабли типа способны успешно действовать в разнообразных условиях, как в мирное время, так и в периоды своего участия в войнах и военных операциях, выполняя при этом самые разнообразные задачи: от нанесения ракетных ударов по территории противника до противовоздушной, противокорабельной и противолодочной обороны кораблей и флотских соединений ВМС США. В ходе проектирования эсминцев типа «Арли Бёрк» американским конструкторам удалось добиться гармонии мореходных качеств, хорошо продуманной корабельной архитектуры и мощного ударного вооружения.
Став своеобразным образцом для подражания, эскадренные миноносцы типа «Арли Берк» с момента своего появления определяют пути развития кораблей класса «эскадренный миноносец» практически во всех крупных военно-морских флотах мира, за исключением флотов Индии, Китая и России. Вместе с тем для американского судостроения эсминцы типа «Арли Бёрк» являются уже «пройденным этапом»; на смену им в экспериментальном порядке начато строительство эскадренных миноносцев типа «Замволт», которые, в свою очередь, станут своеобразным «полигоном» для испытания перспективных судовых технологий и новых систем корабельного вооружения. Тем не менее, вплоть до середины 2030-х годов (до начала массового вывода из боевого состава ВМС США эсминцев II серии) эскадренные миноносцы типа «Арли Берк» будут составлять основу американского флота.

## Основные конструктивные отличия эскадренных миноносцев I и IIa серии
- Эсминец USS Milius (DDG-69), Тихий океан, 1 мая 2007 года. Хорошо видны расположение (справа налево) якорных устройств, артиллерийской установки Mark 45, носовой установки вертикального пуска Mark 41, носового ЗАК Вулкан-Фаланкс, корабельной надстройки и грот-мачты корабля с РЛС AN/SPY-1.
- Эсминец USS Oscar Austin (DDG-79), 12 ноября 2007 года. На фотографии представлены (справа налево: расположение вертолётной  площадки и ангаров, кормовой УВП Mark 41, кормового ЗАК Вулкан-Фаланкс, конструктивные особенности кормовой части надстройки эсминцев типа «Арли Берк» (технология «Стелс»).

## Фотогалерея
- Эсминец УРО «Момзен» на рейде ВМБ Эверетт, 6 апреля 2006 год
- Эсминцы УРО «Ремедж» и «Росс» идут на контркурсах (бухта Суда, Крит, 25 июня 2004 года).
- Эсминец УРО «Арли Бёрк»
- Эсминец УРО «Мэхен»
- Эсминец УРО «Мастин»
- USS Hopper (DDG-70) в Персидском заливе, 2004 года
- Эсминец УРО «Рузвельт», 2004 год
- Эсминец УРО «Ремедж», 1 ноября 1996 года